# 15-й избирательный округ (Пельгржимов)
15-й избирательный округ (Пельгржимов) — избирательный округ Сената Чехии, расположенный на территории района Пельгржимов, центральной частью района Йиндржихув-Градец, на западе ограниченный населёнными пунктами Сухдоль-над-Лужници, Новоседли-над-Нежаркоу, Стршебшец, Хлум у Тршебони, на востоке ограниченный населенными пунктами Волфиршов, Чески Рудолец и Нова Быстршице.
Почти 24 года, с момента первых выборов в Сенат в 1996 году и до выборов 2020 года, округ представлял член партии ČSSD Милан Штех, который с 2010 по 2018 год занимал должность председателя Сената Чехии.
В настоящий момент округ представляет беспартийный Ярослав Халупски, избранный от партии Свободные на выборах в 2020 году.

## Список представителей округа
| Выборы | Выборы | Сенатор | Сенатор          | Избирательная партия | Номинирующая партия | Политическая принадлежность | Сайт    |
| ------ | ------ | ------- | ---------------- | -------------------- | ------------------- | --------------------------- | ------- |
|        | 1996   |         | Милан Штех       | ČSSD                 | ČSSD                | Беспартийный                | Профиль |
| 2002   | ČSSD   |         | Милан Штех       | ČSSD                 | ČSSD                |                             | Профиль |
| 2008   | ČSSD   |         | Милан Штех       | ČSSD                 | ČSSD                |                             | Профиль |
| 2014   | ČSSD   |         | Милан Штех       | ČSSD                 | ČSSD                |                             | Профиль |
|        | 2020   |         | Ярослав Халупски | Свободные            | Свободные           | Беспартийный                | Профиль |

## Явка избирателей
|  | Наибольшая явка избирателей |  | Наименьшая явка избирателей |

| Год  | % (1 тур) | % (2 тур) |
| ---- | --------- | --------- |
| 1996 | 34,92     | 34,77     |
| 2002 | 21,70     | 33,73     |
| 2008 | 42,49     | 33,28     |
| 2014 | 44,51     | 19,57     |
| 2020 | 36,17     | 14,91     |